# Републикански път III-134
Републикански път IIІ-134 е третокласен път, част от републиканската пътна мрежа на България, изцяло на територията на област Враца. Дължината му е 39,5 км.
Пътят започва от 60,8 км на Републикански път II-13 в центъра на град Бяла Слатина и продължава в южна посока през селата: Попица, Бъркачево, Враняк, Габаре, Драшан, Камено поле и Горна Бешовица, където се свързва с Републикански път III-103 при 17,7 км.
| Пътища, отклоняващи се надясно (населено място, № на пътя, посока на пътя) | Км   | Пътища, отклоняващи се наляво (посока на пътя, № на пътя, населено място) |
| -------------------------------------------------------------------------- | ---- | ------------------------------------------------------------------------- |
| Община Бяла Слатина, II-13, 60,8 км гр. Бяла Слатина →                     | 0,0  | → гр. Бяла Слатина, 60,8 км, II-13, Община Бяла Слатина                   |
| с. Попица                                                                  | 5,3  | с. Попица                                                                 |
| с. Бъркачево                                                               | 8,6  | с. Бъркачево                                                              |
| с. Враняк                                                                  | 12,4 | с. Враняк                                                                 |
| (за с. Тлачене) общински път ←                                             | 19,9 |                                                                           |
| (до 8,6 км на път II-15) III-1306 34 км, с. Габаре ←                       | 20,5 | ← с. Габаре, 34 км III-1306 (от 84,3 км на път II-13)                     |
| с. Драшан                                                                  | 27,6 | с. Драшан                                                                 |
| Община Роман                                                               | 28,6 | Община Роман                                                              |
| с. Камено поле                                                             | 32,4 | → с. Камено поле общински пътища (за селата Кунино и Долна Бешовица)      |
| Община Мездра                                                              | 35,9 | Община Мездра                                                             |
| (от Мездра) III-103, 17,7 км, с. Горна Бешовица →                          | 39,5 | → с. Горна Бешовица, 17,7 км, III-103 (до с. Брестница)                   |